# Raimund Harmstorf
Raimund Harmstorf, né le 7 octobre 1939 à Hambourg et mort le 3 mai 1998 à Marktoberdorf, est un acteur allemand.

## Biographie
Raimund Harmstorf est né et a grandi à Hambourg. Ce fils de médecin, frère de trois sœurs aînées, commence sa carrière au théâtre.
Il commence à tourner pour la télévision allemande dans les années 1960 où son physique imposant lui vaut des rôles d'aventuriers, d'explorateurs ou de policiers. Il joue par exemple dans plusieurs épisodes des mini-séries Babeck et Detectiv Quarles. 
En 1971, il est Wolf Larsen dans la série Le Loup des mers (de), inspirée du roman de Jack London. Il fait ensuite partie de la distribution de plusieurs films tirés de récits du romancier américain.  En 1972, il joue auprès de Charlton Heston et Michèle Mercier dans L'Appel de la forêt de Ken Annakin et, les années suivantes, dans Croc-Blanc et Le Retour de Croc-Blanc de Lucio Fulci, avec Franco Nero. Il tient par ailleurs le premier rôle dans le film policier Vendredi sanguinaire (1972) de Rolf Olsen.
Sa popularité s'accroît sensiblement quand il incarne le rôle-titre dans la mini-série française Michel Strogoff, produite en 1975.
Il tourne à la même époque quelques western-spaghettis en Italie, notamment Un génie, deux associés, une cloche de Damiano Damiani, avec Terence Hill, Miou-Miou et Patrick McGoohan. Il joue aussi aux côtés de Bud Spencer dans Mon nom est Bulldozer (1978) et Le Shérif et les Extra-terrestres (1979). En 1980, il tient un second rôle important dans L'Empreinte des géants de Robert Enrico.
Dans les années 1970 et 1980, il apparaît à quelques reprises dans les séries policières allemandes Der Kommissar, Inspecteur Derrick, Le Renard et Tatort, avant d'incarner le personnage de Florian Brinkmann dans sept épisodes de la série La Clinique de la Forêt-Noire.
Sur scène, il rencontre un dernier succès comme interprète de Götz von Berlichingen au Festival du château de Jagsthausen, à l'été 1996. La même année, il incarne son dernier rôle important au cinéma dans The Wolves de Steve Carver.
Atteint de la maladie de Parkinson diagnostiquée en 1994, il subit un lourd traitement médicamenteux qui provoque des hallucinations. Harcelé par une certaine presse, Harmstorf se suicide par pendaison dans son grenier. Le quotidien Bild avait même annoncé son suicide en première page alors que l'acteur était encore en vie,.

## Filmographie sélective
- 1968 : Babeck (série télévisée)
- 1970 : Les Fantaisies amoureuses de Siegfried (Siegfried und das sagenhafte liebesleben der Nibelungen) d'Adrian Hoven
- 1971 : Le Loup des mers (de) (Der Seewolf) (série télévisée)
- 1972 : L'Appel de la forêt de Ken Annakin
- 1972 : Der Schrei der schwarzen Wölfe de Harald Reinl
- 1972 :  Vendredi sanguinaire de Rolf Olsen
- 1973 : Croc-Blanc de Lucio Fulci
- 1974 : Le Retour de Croc-Blanc de Lucio Fulci
- 1975 : Michel Strogoff de Jean-Pierre Decourt d'après le roman de Jules Verne (série télévisée)
- 1975 : Un génie, deux associés, une cloche de Damiano Damiani
- 1975: Derrick: Zeichen der Gewalt (La cavale) de Theodor Grädler (série télévisée)
- 1977 : Mr. Mean de Fred Williamson
- 1977 : Adios California de Michele Lupo
- 1978 : Une poignée de salopards d'Enzo G. Castellari
- 1978 : Mon nom est Bulldozer de Michele Lupo
- 1979 : Götz von Berlichingen mit der eisernen Hand de Wolfgang Liebeneiner
- 1979 : Le Shérif et les Extra-Terrestres de Michele Lupo
- 1979: Derrick: Tandem de Zbynek Brynych (série télévisée)
- 1980 : L'Empreinte des géants de Robert Enrico
- 1983 : S.A.S. à San Salvador de Raoul Coutard d'après Gérard de Villiers
- 1984 : Tonnerre de Fabrizio De Angelis
- 1984 : Cane arrabbiato de Fabrizio De Angelis
- 1987: Derrick: Die Dame im Amsterdam (La dame d'Amsterdam) de Helmuth Ashley (série télévisée)
- 1987-1988 : La Clinique de la Forêt-Noire (série télévisée)
- 1988 : Le professeur a une mémoire d'éléphant de Steno (TV)
- 1991 : Un cas pour deux (série télévisée)
- 1996 : The Wolves de Steve Carver
- 1996 : La Clinique sous les palmiers (série télévisée)